# Finn Thomsen
Finn Thomsen (ur. 16 lutego 1955 w Århus) – duński żużlowiec.

## Życiorys
Wielokrotny reprezentant Danii, czterokrotny finalista i czterokrotny medalista drużynowych mistrzostw świata: trzykrotnie złoty (Landshut 1978, Olching 1981, Vojens 1983) oraz srebrny (Londyn 1979). Dwukrotny finalista i dwukrotny medalista mistrzostw świata par: srebrny (Eskilstuna 1976) oraz brązowy (Chorzów 1978).
Trzykrotny uczestnik finałów światowych indywidualnych mistrzostw świata (Göteborg 1977 – V m., Chorzów 1979 – X m., Göteborg 1980 – X m.). Trzykrotny srebrny medalista indywidualnych mistrzostw Danii (1974, 1976, 1977).